# Hisnardo Ardila Díaz
Hisnardo Ardila Díaz (Zapatoca 1 de agosto de 1922-Bogotá 12 de septiembre de 1994) fue un ingeniero y político colombiano. Miembro del Partido Conservador Colombiano. Fue alcalde de Bogotá entre julio de 1984 a diciembre de 1984 y febrero de 1985 a diciembre de 1985.

## Biografía
Nacido en Zapatoca (Santander), graduado como ingeniero civil de la Universidad Nacional. Se desempeñó como Secretario de Obras de Santander, director de carreteras de Cundinamarca, secretario general del Partido Conservador, concejal de Bogotá, Presidente del Concejo y Senador de la República.
En 1982, formó parte de las juntas directivas de Planeación Distrital, Corporación Metro de Bogotá, Terminal de Transporte y director del Instituto de Desarrollo Urbano (IDU).

### Alcalde Mayor de Bogotá
Fue designado  Alcalde Mayor de Bogotá por el gobierno de Belisario Betancur entre julio de 1984 - diciembre de 1984 y febrero de 1985-5 de diciembre de 1985. Durante su administración se registró la Toma del Palacio de Justicia.
Entregó terminada la avenida Circunvalar, la terminación de la Avenida Boyacá, inició la construcción de la avenida Ciudad de Villavicencio y entregó el puente de la calle 116 con autopista Norte.
Fue sustituido por Diego Pardo Koppel debido a presuntas irregularidades en su mandato y el escándalo luego del matrimonio de una de sus hijas, lo que ocasiono su renuncia.
En 1988, el Tribunal Superior de Bogotá exoneró a Ardila de cualquier responsabilidad penal. Desde entonces, el exalcalde se encontraba retirado de la política.